# Greenwood (Indiana)
Greenwood ist eine City in Johnson County im US-Bundesstaat Indiana. Das U.S. Census Bureau hat bei der Volkszählung 2020 eine Einwohnerzahl von 63.830 ermittelt.

## Geografie
Greenwood befindet sich zwischen der Indiana State Road 37 und der Interstate 65. Die Stadt teilt sich eine Grenze mit Indianapolis und ist die bevölkerungsreichste Vorstadtgemeinde im südlichen Teil der Metropolregion Indianapolis.

## Geschichte
Die ersten Bewohner des Gebiets, das heute als Greenwood bekannt ist, waren die Delaware-Indianer (Lenape). Im Jahr 1818 öffnete der Vertrag von St. Mary’s das zentrale Indiana für die Besiedlung durch europäische Amerikaner, und 1823 wurde die erste Hütte im nördlichen Johnson County von den Siedlern John B. und Isaac Smock auf dem Land errichtet. Greenwood war zunächst als Smocktown oder Smock's Settlement zu Ehren der Smock-Brüder bekannt und wurde 1825 zu Greenfield. Da dieser Name mit einem anderen Greenfield im Hancock County kollidierte, wurde der Name der Siedlung 1833 in Greenwood geändert.
Greenwood wurde 1864 als Stadt nach dem Recht von Indiana gegründet.

## Demografie
Nach einer Schätzung von 2019 leben in Greenwood 59.458 Menschen. Die Bevölkerung teilt sich im selben Jahr auf in 85,8 % Weiße, 4,5 % Afroamerikaner, 0,3 % amerikanische Ureinwohner, 6,1 % Asiaten und 1,4 % mit zwei oder mehr Ethnizitäten. Hispanics oder Latinos aller Ethnien machten 6,4 % der Bevölkerung aus. Das mittlere Haushaltseinkommen lag bei 63.474 US-Dollar und die Armutsquote bei 7,1 %.
| Jahr | Einwohner¹ |
| ---- | ---------- |
| 1950 | 3.066      |
| 1960 | 7.169      |
| 1970 | 11.869     |
| 1980 | 19.327     |
| 1990 | 26.265     |
| 2000 | 36.037     |
| 2010 | 49.791     |
| 2020 | 63.830     |

¹ 1950 – 2020: Volkszählungsergebnisse

## Infrastruktur
Mit dem Indy South Greenwood Airport verfügt die Stadt über einen kleinen Flughafen. Über Straßen und Bahn ist Greenwood zudem mit dem Rest des Staates und des Landes verbunden.